# Naïg Rozmor
Œuvres principales
Karantez ha karantez (1977)
Ar mestr (1996)
Johniged an Hilda (2002)
Naïg Rozmor, nom de plume d’Anne Corre, née Anne Le Bian à Saint-Pol-de-Léon le 3 septembre 1923 et morte dans cette même ville le 15 mars 2015 est une écrivaine, poétesse et dramaturge française de langue bretonne.
Elle a produit une trentaine d'ouvrages, des recueils de poésie, des contes et des nouvelles. Durant une vingtaine d'années, elle a pris part à des pièces de théâtre et des émissions de télévision et de radio en langue bretonne.
L'écrivaine brittophone a obtenu de nombreux prix littéraires : le grand prix des Écrivains bretons, le prix de Poésie en langue bretonne, le prix de la Société des poètes et artistes de France, le prix Imram, le prix Per Roy. Par ailleurs, elle a été décorée du Collier de l'Ordre de l'Hermine en 1998.

## Biographie
Anne Le Bian est née en 1923, dans une famille paysanne, à Saint-Pol-de-Léon. Elle est mère de trois enfants. Elle est diplômée d'Études celtiques. 
Elle a d’abord écrit des contes publiés dans les revues Bleun Brug et Brud Nevez. Son pseudonyme Rozmor est le nom, autrefois, de sa maison qui signifie « belle vue sur la mer » et Naïg est simplement le diminutif du prénom breton "Anna" équivalent au prénom Anne en français. Elle parlait d'amour en breton dans un Léon prude et religieux dont elle n'hésitait pas à qualifier les habitants de « talibans de l'Ouest ». Ses poèmes d’amour, publiés dans le recueil Karantez ha karantez en 1977, obtiennent le Grand Prix de poésie de l’Association des écrivains bretons en 1980.   
La poésie est au centre de son œuvre avec la traduction de poèmes de Tagore et celle menée conjointement avec Jerzy Wielunski de poèmes écrits dans des langues minoritaires du monde entier.  
Passionnée par le théâtre, elle est entrée en littérature par un drame, Ar Mestr, grand succès du théâtre contemporain en breton, mis en scène par Strollad ar Vro Bagan, troupe de théâtre dont elle est membre pendant plus de 20 ans. La pièce dénonce les abus des propriétaires à l'encontre des fermiers. En 2002, paraît Johniged an Hilda, une pièce de théâtre retraçant le naufrage et la mort de 130 Johnnies roscovites. Elle a aussi su faire rire, avec une vingtaine de pièces pétillantes d’humour. 
À partir de 1979, elle a participé à de nombreuses émissions à la télévision ainsi qu’à la radio, en langue bretonne.  
En 1998, elle est décorée de l'ordre de l'Hermine qui distingue les personnes engagées dans le rayonnement de la Bretagne. 

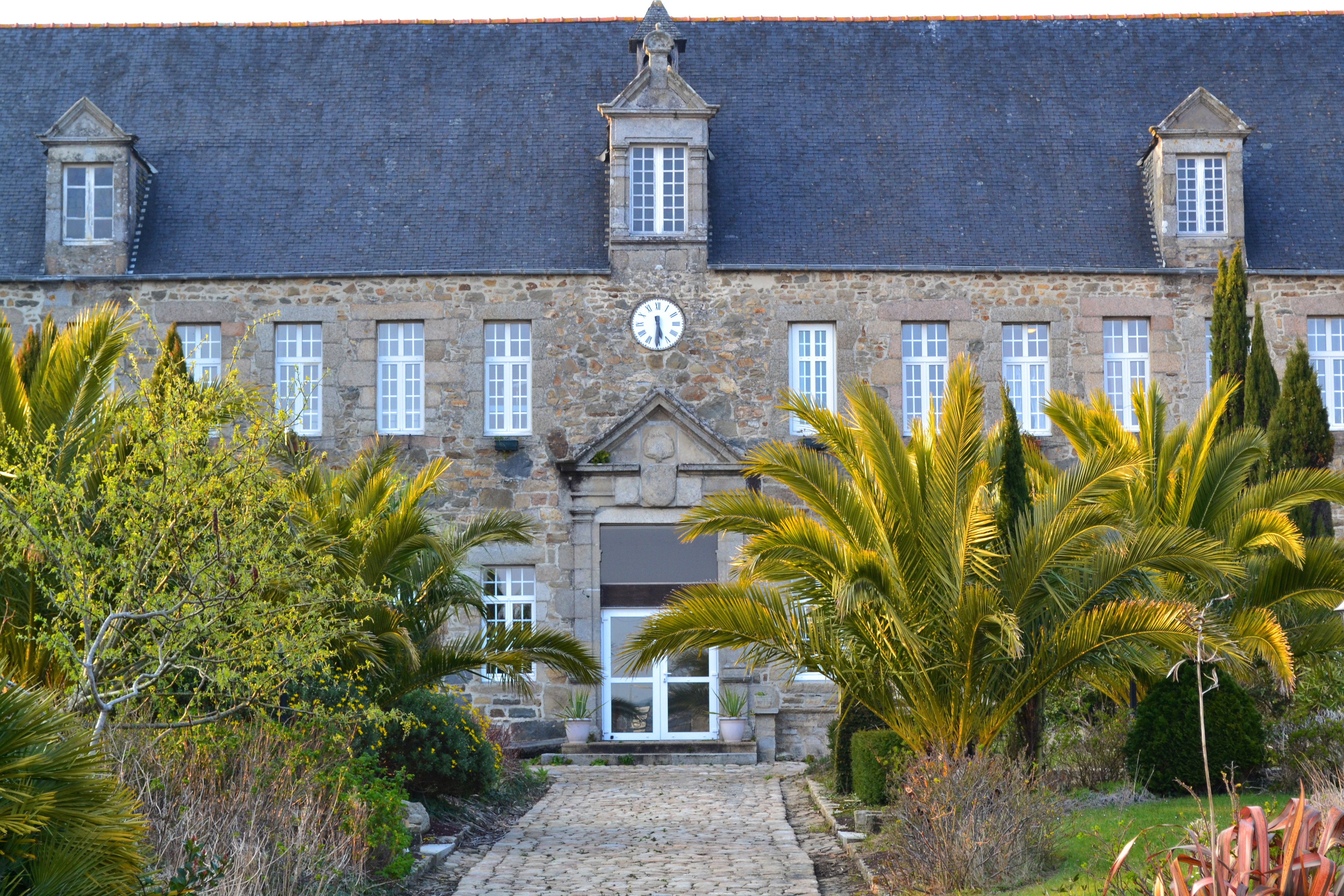
La maison de retraite de Kersaudy à Saint-Pol-de-Léon.

En 2013, atteinte par la maladie d'Alzheimer, elle reprend la plume avec le soutien de la psychologue Chantal Gombert et crée une dernière œuvre d'auteur, Les fins dernières d'un poète : traits de plume, traits de pinceau, dans laquelle elle livre sentiments et émotions surgis de son passé, animés par son amour de la vie. Ce recueil bilingue est traduit en breton par Bob Simon et illustré par Jean-Pierre Guiriec.
Elle meurt le 15 mars 2015 à l'Ehpad Kersaudy de Saint-Pol-de-Léon, où elle était retirée depuis plusieurs années.

## Œuvres
Une trentaine d'ouvrages (poèmes, contes, nouvelles, pièces de théâtre) :
- 1977 : Karantez ha karantez, poèmes (Brud Nevez)
- 1981 : Peziou-c’hoari nevez, théâtre en collaboration avec Pierre-Marie Mevel, I, II et III (Brud Nevez)
- 1986 : Sacré Tangi Bihan, pièce en français
- 1987 : War roudou Alanig al Louarn”, contes (Emgleo Breiz-Bleun Brug)
- 1989 : Trubuillou eur Johnny war e vloavez kenta (Emgleo Breiz-Bleun Brug)
- 1994 : Evel eun tantad'
- 1996 : Ar Mestr', pièce de théâtre (drame authentique)
- 1997 : Ma vez mad ar cheñch
- 1997 : Mondo Cane, anthologie poétique avec Jerzy Wielunski (Emgleo Breiz)
- 1998 :   Ar Johniged ( Emgleo Breiz )
- 1999 : Rimadelloù ha kanaouennoù : evid ar vugale hag... ar re vraz (comptines et chansons des pièces de théâtre de Ar Vro Bagan), Goulc'han Kervella, Ar Skol Vrezoneg : Emgleo Breiz
- 2001 : Le monde des Léonards, Album en duo avec Anne Guillou, sociologue
- 2001 : Ouvrage collectif sur le thème de Xavier Grall
- 2002 : Johniged an Hilda, pièce de théâtre
- 2013 : Les fins dernières d'un poète - Finvezoù diwezhañ ur barzh (Skol Vreizh 2012)

De nombreuses traductions dont :
- L’offrande Lyrique et la corbeille de fruits de Tagore
- An Ograou Strink à Minihy Levenez, un petit recueil de poèmes
- 1997 : Traduction en breton d’une anthologie mondiale de la poésie en langues minoritaires, dont un 1er tome sorti en 1997, en deux versions, breton et français, sous le titre "Mondo cane" (Monde de chiens)

### Filmographie
- Nai͏̈g Rozmor : Miz Here,  Interview en 2 parties par Christian Le Bras, Blaz Production, 1999, coll. A-hed ar c'hantved
- Naïg Rozmor, reportage de Marie Kermarec, France 3 Breizh, 1997 (diffusé dans l'émission Du-mañ du-se le 14/12/1997)